# Segunda guerra de los Barones

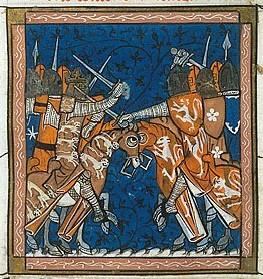
Escena de la guerra de los Barones

La segunda guerra de los Barones (1264-1267) fue una guerra civil inglesa que enfrentó a una serie de Barones rebeldes, encabezados por Simón de Montfort contra el rey Enrique III de Inglaterra y su hijo el príncipe Eduardo.

## Causas
El reinado de Enrique III se recuerda principalmente por este período de luchas civiles, cuyo detonante fue la solicitud del rey de mayores recursos a los nobles, pero que puso de manifiesto un descontento mucho más amplio de los nobles ingleses contra los métodos de gobierno del rey, descontento que se agravó por una hambruna generalizada en el país.
La política exterior del rey había sido muy errónea, sus intentos fracasados de conseguir la corona Imperial para su hermano Ricardo de Cornualles y para colocar a su hijo Edmundo como rey de Sicilia, provocaron grandes gastos para armar los ejércitos y tampoco tuvieron éxito sus pretensiones para recuperar las posesiones francesas de la corona.
En 1258 el rey reunió al Parlamento para exigir una contribución especial que aliviara la situación económica de la corona, pero los principales barones del reino, capitaneados por el conde de Leicester, preocupados por las formas de gobierno del rey pensaban que debía limitarse el poder real para evitar los abusos a los que ya se había llegado con su padre Juan I de Inglaterra y rehusaron esta solicitud, obligando al rey a firmar las Provisiones de Oxford, que restringían el poder real. Las provisiones forzaban al rey a aceptar una nueva forma de gobierno en la que el poder se dejaba en manos de un consejo de 15 miembros que debían supervisar las decisiones y que suponía la convocatoria del parlamento tres veces al año.
Enrique III, aunque en un principio aceptó la imposición de los barones, acabó por negar su acatamiento de los acuerdos suscritos, lo que provocó la irritación de los nobles, con Montfort a la cabeza. En 1261 Enrique obtuvo una bula papal que le eximía de su juramento y así ambas partes comenzaron los preparativos para la guerra, intentando reforzar sus ejércitos.
Simon V de Montfort, conde de Leicester, había nacido en Francia y era hijo de Simón IV de Montfort, artífice de la cruzada albigense. En un principio había prestado su apoyo a Enrique III, pero tras su boda con la infanta Leonor, hermana del rey, comenzaron los problemas entre ambos. Su relación empeoró aún más en 1250 cuando Montfort fue llevado a juicio por las acciones que llevó a cabo como gobernante en el Ducado de Gascuña, el último resto de las tierras de los Plantagenet más allá del canal de la Mancha.

## Curso de la guerra
El carismático Montfort y sus fuerzas conquistaron la mayor parte del sureste de Inglaterra, durante 1263 y su ejército derrotó a las tropas del rey Enrique,  en la batalla de Lewes en 1264, haciendo prisioneros al rey, a su hermano Ricardo y al príncipe Eduardo.
Mientras que Enrique permanecía bajo arresto, quedando reducido a un rey marioneta, junto a su hijo Eduardo, Montfort amplió la representación de cada condado de Inglaterra y de muchas ciudades importantes (boroughs)- es decir, a grupos más allá de la nobleza. El breve período que siguió fue el momento en que más cercana estuvo Inglaterra de completar la abolición de la monarquía hasta el periodo de la Mancomunidad de Inglaterra (Commonwealth inglesa) de 1649-1660, pero muchos de los nobles que apoyaron inicialmente a Montfort empezaron a sospechar que éste había llegado demasiado lejos en sus reformas.
Solo quince meses después de la victoria, Montfort perdió su principal aliado: el conde de Gloucester le abandonó con todas sus tropas y ayudó a huir al príncipe Eduardo. Este último se dirigió a Francia, junto a su madre, Leonor de Provenza, para regresar con tropas de refresco, derrotando y matando a Montfort en la batalla de Evesham en 1265. En octubre de 1266, los seguidores de Monfort hicieron una oferta de paz al rey en el Edicto de Kenilworth (Dictum of Kenilworth).
En 1267 terminó la guerra, cuando los rebeldes y el rey Enrique III acordaron la paz en los términos del Edicto de Kenilworth. Se estima que durante la confrontación se produjeron unas 15 000 víctimas.